# Токунага, Сунао
Сунао Токунага (яп. 徳永 直 Токунага Сунао, 13 февраля 1899, Ханадзоно, — 15 февраля 1958, Токио) — японский писатель.

## Биография
Был старшим сыном бедного арендатора. Окончив начальную школу, пошел работать и сменил несколько профессий (в частности, наборщика). В свободное от работы время посещал вечернюю школу, но вынужден был бросить её, не пройдя полного курса обучения. Работая на кумамотской фирме по продаже табака, под влиянием сослуживцев решил посвятить себя литературе и рабочему движению, и в 1920 году был одним из организаторов профсоюза печатников Кумамото. Тогда же он стал участвовать в деятельности кумамотского отделения студенческого союза «Синдзин Кай» и познакомился с писателем Хаяси Фусао. В 1922 году переехал в Токио, устроился наборщиком в типографию издательства «Хакубункан» и начал пробовать себя в литературе. В 1925 году опубликовал в профсоюзном журнале повесть «Любовь неимущих» (яп. 無産者の恋) и начал работать над повестью «Лошадь» (яп. 馬), вышедшей в 1930 году. В 1926 году рабочие типографии начали стачку, но она провалилась, и Токунага был уволен вместе с 1700 забастовщиками.
В 1929 году в журнале «Сэнки» публиковался роман Токунаги «Улица без солнца» (яп. 太陽のない街), ставший первым японским пролетарским романом. Дальнейшая работа Токунаги проходила на фоне возрастающих репрессий (в частности, был убит писатель Такидзи Кобаяси).
В Германии после прихода нацистов к власти в 1933 году все книги Токунаги были сожжены. В том же году Токунага опубликовал в журнале «Чуё Кёрон» статью «Новое в писательском методе» (яп. 創作方法上の新転換), в которой раскритиковал попытки некоторых писателей выдвинуть на первое место в литературе идеологическую составляющую, и вышел из состава Всеяпонской федерации пролетарского искусства. В следующем году он выпустил свой роман «Зимнее предложение» (яп. 冬枯れ).
После начала в 1937 году японо-китайской войны власти Японии усилили давление на левые силы. Чтобы приспособиться к новым условиям, Токунага опубликовал несколько официозных произведений — например, «Передовой отряд» (яп. 先遣隊) 1939 года, но наряду с ними продолжал создавать реалистичные произведения из жизни простых рабочих («Рабочая семья» (яп. はたらく一家), 1938, или «Восьмилетняя система» (яп. 八年制), 1939), тем самым пытаясь успокоить свою совесть как писателя. Особенно это проявилось в написанном в 1943 году романе «Приносящие свет» (яп. 光をかかぐる人々), где история японского печатного дела, изложенная в непринужденном стиле, опосредованно критиковала войну и милитаризм с гуманистических позиций.
После войны Токунага продолжал активно писать (так, в 1946 году вышел его роман «Спи спокойно, жена» (яп. 妻よねむれ, также яп. 日本人サトウ). Помимо этого он стал одним из создателей Общества новой японской литературы, где продвигал начинающих писателей из рабочей среды. Участвовал в издании журнала «Дзинмин бунгаку» («Народная литература»). Хотя он и использовал журнал для нападок на Юрико Миямото, но в целом продолжал поддерживать рабочее движение. В 1952 году выпустил роман «Тихие горы» (яп. 静かなる山々), в котором рассказывалось о забастовке на заводе Toshiba в городе Сува. Роман был переведен на иностранные языки и получил широкое признание в СССР как пример японской литературы 50-х. Токунага пережил свою жену и в 55 лет женился снова. Его зятем был критик Цуда Такаси.
Токунага умер в своем доме в возрасте 59 лет 15 февраля 1958 года в Сэтагае от рака желудка в последней стадии, не дожив до окончания публикации своего романа «Эпизод истории» (яп. 一つの歴史) в журнале «Синнихон бунгаку».

## Избранные сочинения
- Заседание (яп. 能率委員会)
- Токио — город безработных (яп. 失業都市東京)
- Идущие в атаку (яп. 輜重隊よ前へ)
- Закат (яп. 黎明期)
- Заря самолётов (яп. 飛行機小僧)
- Первые воспоминания (яп. 最初の記憶)
- Внутри… (яп. 他人の中)
- Быть независимым (яп. ひとりだち)
- Такая нефть (яп. あぶら照り)